# Uniwersytet Medycyny i Farmacji Grigore T. Popa
Uniwersytet Medycyny i Farmacji Grigore T. Popa (rum. Universitatea de Medicină și Farmacie „Grigore T. Popa”, U.M.F.) – rumuńska publiczna szkoła wyższa, zlokalizowana w Jassach.

## Historia
Poprzednikiem uczelni był Wydział Medyczny, założony na Uniwersytecie w Jassach w 1879 roku. Po II wojnie światowej został on wydzielony z uniwersytetu i przemianowany na Instytut Medycyny i Farmacji. Status uniwersytetu oraz imię Grigora T. Popy uczelnia uzyskała w 1991 roku.

## Struktura organizacyjna
W skład uczelni wchodzą następujące jednostki organizacyjne:
- Wydział Inżynierii Biomedycznej
- Wydział Stomatologii
- Wydział Medycyny
- Wydział Farmacji.

## Wykładowcy i studenci
Wśród osób związanych z uczelnią wymieniani są: 
- Grigore T. Popa (1892-1948) –  lekarz, naukowiec neuroendokrynolog
- Leon Sculy Logothetides (1853-1912) – chirurg i polityk
- Petru Poni (1841–1925) – mołdawski chemik i mineralog
- Constantin Parhon (1874-1969) – lekarz, biolog i polityk
- Aristide Peride (1848-1905) – lekarz, profesor anatomii
- Ioan Ciurea (1840-1891) – lekarz i polityk
- Ludovic Russ (1816 – 1888) – austriacki chirurg
- Ernest Juvara (1870-1933) – lekarz
- Petre Vancea (1902-1986) – lekarz okulista.